# Dansk Melodi Grand Prix 2012
Dansk Melodi Grand Prix 2012 var den 41:a upplagan av Dansk Melodi Grand Prix, och var som vanligt Danmarks nationella uttagning till Eurovision Song Contest. Tävlingen hölls den 21 januari i Gigantium i Ålborg. Tävlingen sändes på DR1 och på webben. Det rapporterades först att förra årets värd Felix Smith återigen skulle vara värd, men det blev istället Emil Thurop och Louise Wolff. Nio bidrag framfördes under kvällen och vinnare blev Soluna Samay med sin sång "Should've Known Better".
Den sista dagen att skicka in låtar till tävlingen var den 26 september 2011. 678 låtar skickades in totalt. Biljetter till tävlingen släpptes den 30 september. Den 5 januari 2012 avslöjades de 10 låtar som hade valts ut till att delta i tävlingen. Bara några dagar senare blev ett av bidragen diskvalificerat vilket gjorde att endast 9 låtar deltog i tävlingen.
I finalen användes 50% telefonröstning och 50% jury för att få fram slutresultatet. Juryn bestod av fyra internationella jurygrupper och en dansk jurygrupp. De internationella jurygrupperna var från Norge, Ryssland, Tyskland och Azerbajdzjan. Varje grupp bestod av fem personer.
Gästartister i finalen var A Friend In London, Alexander Rybak och Howie Dorough.
Efter att alla nio bidrag framförts gick de tre bästa vidare till "superfinalen" och fick framföra sina låtar en gång till.

## Internationella jurygrupper
- Azerbajdzjan[9]
  - Eldar Qasımov
  - Nigar Dzjamal
  - Isa Melikov
  - Dilara Kazikova
  - Aysel Teymurzadeh

- Norge[9]
  - Alexander Rybak
  - Venke Knutson
  - Omer Bhatti
  - Kjell Petter Askersrud
  - Bjørn Johan Muri

- Ryssland[9]
  - Aleksej Vorobjov
  - Lera Masskva
  - Yuri Madianik
  - Anna Kulikova
  - Mario Durand

- Tyskland[9]
  - Oceana
  - Rüdiger Brans
  - Peter Bergener
  - Roger Cicero
  - Mike Rötgens

## Resultat
|    | Artist                            | Bidrag                   |
| -- | --------------------------------- | ------------------------ |
| 01 | Jesper Nohrstedt                  | "Take Our Hearts"        |
| 02 | Aya                               | "Best Thing I Got"       |
| 03 | Kenneth Potempa                   | "Reach For The Sky"      |
| 04 | Ditte Marie                       | "Overflow"               |
| 05 | Philip Halloun & Emilia           | "Baby Love Me"           |
| 06 | Suriya                            | "Forever I B Young"      |
| 07 | Karen Viuff                       | "Universe"               |
| 08 | Soluna Samay                      | "Should've Known Better" |
| 09 | Christian Brøns & Patrik Isaksson | "Venter"                 |

### Superfinalen
|    | Artist                            | Bidrag                   | Poäng | Plats |
| -- | --------------------------------- | ------------------------ | ----- | ----- |
| 01 | Jesper Nohrstedt                  | "Take Our Hearts"        | 102   | 2     |
| 02 | Soluna Samay                      | "Should've Known Better" | 110   | 1     |
| 03 | Christian Brøns & Patrik Isaksson | "Venter"                 | 88    | 3     |

## Vid Eurovision
Danmark deltog i den första semifinalen den 22 maj. Där hade de startnummer 13. De tog sig vidare till finalen som hölls den 26 maj. Där hade de startnummer 15. De hamnade på 23:e plats med 21 poäng. Danmark fick poäng från 6 av de 41 röstande länderna. Tre av länderna gav 5 poäng och de andra tre gav 2 poäng. De som gav 5 poäng var Island, Finland och Tyskland. De som gav 2 poäng var Norge, Estland och Italien.